# Eleocharis haumaniana
Eleocharis haumaniana är en halvgräsart som beskrevs av Manuel Barros. Eleocharis haumaniana ingår i släktet småsäv, och familjen halvgräs. Inga underarter finns listade i Catalogue of Life.